# 苏维埃革命共产主义者（布尔什维克）
苏维埃革命共产主义者（布尔什维克）（俄语：Советских революционных коммунистов (большевиков)）是苏联历史上的一个地下反修正主义组织，存在于1960年代。该组织批评以尼基塔·赫鲁晓夫为首的苏联领导层为“修正主义者”。该组织主张捍卫约瑟夫·斯大林的政治遗产，并指责斯大林去世后的苏联领导层偏离了社会主义道路。该组织代表中华人民共和国和阿尔巴尼亚人民共和国在中苏交恶后的立场。